# Архангельское общество изучения Русского Севера
Архангельское общество изучения Русского Севера — образованное в 1908 году добровольное общество, созданное для изучения Русского Севера в бытовом, историческом, географическом и культурном плане.
Общество было основано по инициативе архангельского вице-губернатора Александра Шидловского.

## Цели
Главной целью Архангельского общества было заявлено всестороннее изучение Русского Севера, особенностей культуры коренных народов и их быта, а также географии края. Помимо этого, в задачи общества входило привлечение внимания общественности к проблемам Русского Севера, привлечение инвесторов для осуществления различных проектов в данном регионе.

## Отделения общества
АОИРС имело три отделения в различных краях Российской Империи:
- Поморское отделение,
- Виремский отдел,
- Сорокско-Карельский отдел.

## Комиссии общества
Для упрощения работы внутри общества был создан ряд комиссий, каждая из которых работала над определённым перечнем проблем. Всего их было 11:
- по созданию открыток;
- земская;
- путей сообщения;
- песенная;
- библиотечная;
- музейная;
- родиноведения;
- по исследованию промыслов:
  - морских,
  - звериных,
  - рыбных;
- русановская.

Общество располагало собственными библиотекой и музеем, часто устраивало различные конкурсы и выставки, привлекавшие внимание к проблемам северного края. Порою общество даже возбуждало различные по острым социальным вопросам региона.

## Видные деятели
В организации состоял ряд видных деятелей своего времени, внесших большой вклад в развитие Русского Севера и отечественной науки:
- Н. М. Сибирцев — историк-краевед,
- А. В. Журавский — учёный,
- В. А. Русанов — полярный исследователь,
- П. Г. Минейко — инженер,
- С. Г. Писахов — художник и писатель,
- Б. В. Шергин — писатель и этнограф,
- А. И. Вальнев — купец

и другие.

## РеволюцияиСоветская власть
В годы Революции и интервенции деятельность общества достаточно сильно политизировалась. Некоторые его участники вскоре уехали за границу. Те же, кто остался, подверглись репрессиям. Новая власть расценивала объединение как организацию контрреволюционную, поэтому к полноценной деятельности общество так и не вернулось. В 1920 году общество вошло в состав Архангельского губсовнархоза в качестве научно-справочного отдела.

## Издания
Общество выпускало журнал «Известия Архангельского общества изучения русского севера», выходившую с 1909 по 1918 гг. В среднем в год появлялось около 24 выпусков, повествовавших о различных актуальных проблемах региона и бравших интервью у видных научных и общественных деятелей.